# 上山政夫
上山 政夫 （うえやま まさお、1910年 下関市 山口県 日本 - 1988年 下関市 山口県 日本 ）は日本のエスペラント詩人・作家。 
世界エスペラント協会の文芸コンクール1位を含め、国内外のエスペラント文芸コンクールで受賞歴をもつ、日本のエスペラント文学における先駆者のひとり。宮本正男との活動によってエスペラント語の俳人としても知られる。 死後、太宰治『斜陽』の翻訳である『La Suno Sinkanta』が雑誌『Riveroj』に掲載された。彼は1964年から1980年まで刊行された文学雑誌『L'omnibuso』で林健をはじめとする若い作家たちを育て、次の世代に大きな影響を与えた。

## 受賞
世界エスペラント協会文芸コンクールの原作詩部門で1位になった日本人は1963年、1965年の宮本正男に次いで2人目。

### 翻訳詩
- 世界エスペラント協会文芸コンクール3位：堀口大學『Poemoj de floroj』（1965）

### 原作詩
- 世界エスペラント協会文芸コンクール1位：『Al la maro』（1972年）
- 世界エスペラント協会文芸コンクール奨励賞：『La dezerto en iluzio』（1973年）
- 世界エスペラント協会文芸コンクール3位：『La migranto』（1974年）

## おもな著作

### 詩集
- 『Por forviŝi la memoron pri ŝi』（1974）

### 短編集
- 『Ne grimacu』（1967）
- 『Pardonon!』（1970）
- 『Mi amas...』（1977）

### 翻訳
- 『Kristo el bronzo』（1969）－長與善郎『青銅の基督』のエスペラント訳
- 『La suno sinkanta』－太宰治『斜陽』のエスペラント訳

### 共著
- 『Etudo `68』（1968）－俳句のエスペラント訳、Hajkista Kluboによる共著
- 『Kvinteto `69』（1969）－エスペラント原作俳句集、Hajkista Kluboによる共著
- 『Kapriĉo `70』（1970）－エスペラント原作俳句集、Hajkista Kluboによる共著
- 『Nokturno `71』（1971）－エスペラント原作俳句集、Hajkista Kluboによる共著
- 『Sonato `72』（1972）－エスペラント原作俳句集、Hajkista Kluboによる共著
- 『Finalo `73』（1973）－エスペラント原作俳句集、Hajkista Kluboによる共著
- 『Japana variacio』（1978）－日本人によるエスペラント原作文学の選集
- 『L'Omnibuso kun la tri pasaĝeroj』（1980）
- 『Hajka antologio』（1981）